# Caminheiro-de-unha-curta
Petinha-de-bico-curto ou caminheiro-de-unha-curta (Anthus furcatus) é uma espécie de ave da família Motacillidae.
Pode ser encontrada nos seguintes países: Argentina, Bolívia, Brasil, Paraguai, Peru e Uruguai.
Os seus habitats naturais são: campos de gramíneas de clima temperado e campos de altitude subtropicais ou tropicais.